# Marquise de Combray
Geneviève Gouin de Brunelles, marquise de Combray, dame de Tournebut, Champevoye, La Ra(s)pillère, Aubevoye et autres lieux, née à Rouen le 12 juin 1742 et morte au château de Tournebut (Aubevoye) le 23 octobre 1823 est une contre-révolutionnaire et opposante au Premier Empire. Elle serait le modèle du personnage de « Madame de La Chanterie » dans L'Envers de l'histoire contemporaine d'Honoré de Balzac.

## Biographie
Geneviève, fille du chevalier Jean-Baptiste Gouin d'Epinay (mort en 1747), seigneur de Brunelle, Champrond, Vichères et autres lieux, officier au régiment Dauphin-infanterie, conseiller du roi en ses conseils et président en la Cour des comptes, aides et finances de Normandie, et de Madelaine Hubert de Tournebut, fille d'un conseiller à la Grande-chambre du Parlement de Normandie et remariée le 31 août 1757 à Charles Antoine Thimoléon Ledain d'Esteville.
Elle épouse Jean-Louis, Armand, Emmanuel Hélie de Bonœil (1732-1784), seigneur de Combray, de Donnay et des Essarts, arrière petit-fils de Mathieu-François Geoffroy (1644-1708), célèbre apothicaire et échevin de la ville de Paris sous Louis XIV.
Elle eut de lui quatre enfants :

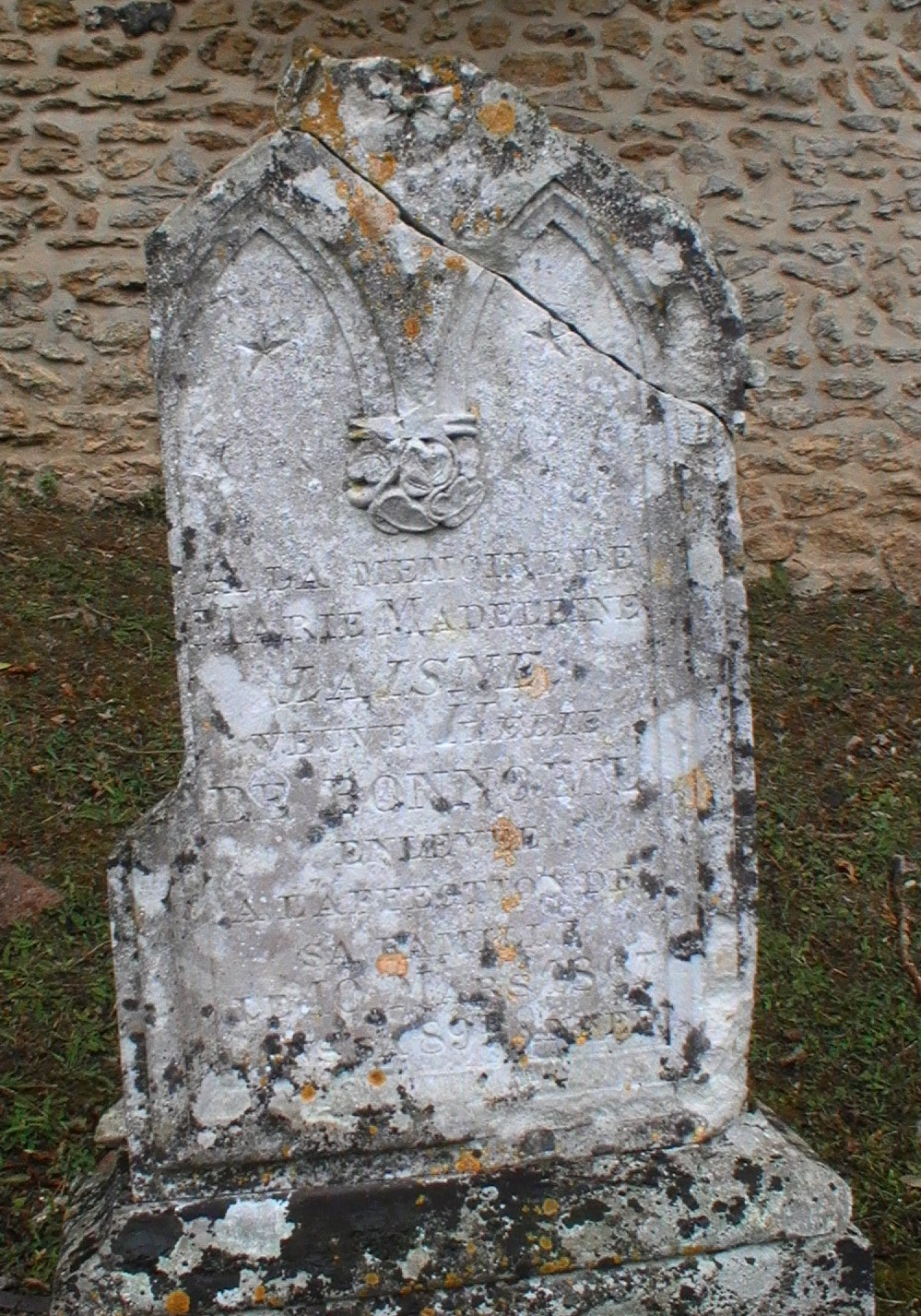
Tombe de Marie-Madeleine Laisné (1778-1867) dans l'enclos de l'église Saint-Georges

- Tombe de Marie-Madeleine Laisné (1778-1867) dans l'enclos de l'église Saint-GeorgesAlexandre, Louis, César Hélie de Bonneuil (6 juillet 1762 - 8 décembre 1846), officier au 18e régiment de dragons, puis à l'armée des Princes ; le seigneur de Bonneuil est marié à Marie-Madeleine Laisné (08/02/1778 - 10/03/1867) ; ils ont une fille Alexandrine (1802-1886), mariée à Augustin Pressou des Fayaux (1797-1848). Il a  été impliqué judiciairement dans les mésaventures de sa sœur Caroline.
À la liquidation qui suivit le décès et le partage des biens, Bonneuil habita continuellement Tournebut; des Albaviens se souviennent d'un grand vieillard de taille presque athlétique, encore qu'il fût « courbé et tout déjeté ». Il avait les sourcils broussailleux et grisonnants, les yeux gros et très bruns, le teint hâlé. Il était assez sombre et ne paraissait prendre plaisir qu'à la conversation d'une vieille femme «très fanée, très ridée», portant un haut bonnet tuyauté, qui pour tout le monde, était l'objet d'une sorte de vénération : c'était madame Querey ; on savait qu'elle avait été la confidente de madame de Combray, qu'elle gardait « tous les secrets » de la marquise, et on la voyait causer longuement à voix basse, avec Bonneuil, des choses du passé. Bonneuil mourut à Tournebut en 1846, à quatre-vingt-quatre ans. Sa veuve, décédée au manoir de Grosmenil, est enterrée dans l'enclos paroissial de l'église communale.
- Auguste, Louis, Timoléon Hélie de Combray (1764 - 1849), diplomate, connu pour des voyages scientifiques en Asie et en Afrique ;
Timoléon de Combray sort de l'École militaire en 1784, année où son père décède. Homme d'esprit libéral et droit, d'une haute culture intellectuelle et d'un scepticisme philosophique, son tempérament indocile cadre mal avec le caractère autoritaire de sa mère. Fils dévoué et respectueux, c'est pour se soustraire à sa tutelle qu'il sollicite du comte de Vergennes une mission dans les États barbaresques et s'embarque pour le Maroc. Il passe en Algérie, puis à Tunis et en Egypte. Il pénètre à peine dans la grande Tartarie quand les débuts de la Révolution lui parviennent. Il reprend aussitôt le chemin de France où il arrive début 1791. Timoléon reste près du roi jusqu'au 10 août 1792 et ne passe en Angleterre qu'après avoir pris part à la défense des Tuileries. Sa tombe se trouve au cimetière Duhamel de Mantes-la-Jolie.
- Louise-Geneviève (1765-1830), épouse en septembre 1787 de Jacques-Philippe-Henri de Houel de La Pommeraye (émigré);
- Caroline (1773-1809), épouse du chevalier Louis d'Acquet de Férolles de Hauteporte.

Elle s'inscrit en août 1791 sur la liste des otages, de Louis XVI avec ses deux fils.
Elle abrite sous le Consulat et le Premier Empire une demi-douzaine de religieuses et trois chartreux en sa propriété de l'Eure, alternant par ailleurs ses séjours avec le manoir de Donnay (Calvados).
Madame de Combray prit une part importante aux mouvements de chouannerie normande, dont elle fut une des chefs avec le colonel François Robert d'Aché. Elle logea un grand nombre de royalistes dans son château de Tournebut et y fomenta des complots royalistes sous l'Empire.
Le 7 juin 1807 se déroule ce que les chroniques judiciaires traiteront sous l'affaire du bois de Quesnay, attaque de la voiture transportant les fonds des receveurs d'Argentan et d'Alençon. L'affaire a été montée par le chef chouan Armand-Victor Le Chevalier, amant de Caroline (fille de la dame de Combray) qui a participé aux préparatifs de l'embuscade. Madame de Combray a de son côté aidé au transport des fonds après l'attaque. Elle est mise aux arrêts le 20 août 1807, sur ordres du préfet de Seine-inférieure Savoye-Rollin, et d'un policier fort zélé en la personne de Réal.
Durant le procès, elle et sa fille sont défendues par maître Chauveau-Lagarde. Mais Caroline est condamnée à mort - prétendue enceinte, elle est exécutée en octobre 1809. Geneviève, elle, est condamnée à vingt-deux ans de réclusion par arrêt de la cour de justice criminelle de la Seine-Inférieure du 30 décembre 1808. Elle les passa au bagne et au pilori. Exposée en public, elle fut entourée des dames de haute qualité de Rouen qui montèrent une garde d'honneur autour de l'échafaud. Sa condamnation fut annulée en août 1814, sous la Première Restauration.
Le 18 août 1814, la seigneurie de Combray est érigée en marquisat en sa faveur. Elle eut l'honneur d'être présentée au roi Louis XVIII et à la famille royale le 5 septembre 1814 Elle est morte à 81 ans et 9 mois. Elle est enterrée dans l'enclos de l'église Saint-Georges de la commune.

## Distinctions
La plus petite des cloches de l'église Saint-Georges porte le prénom de Geneviève, ayant eu pour marraine en 1819 la présente dame d'Aubevoye.